# 蒙叙尔 (索姆省)
蒙叙尔（法語：Monsures，法語發音：[mɔ̃syʁ]）是法国上法兰西大区索姆省的一个市镇，属于亚眠区。

## 地理
蒙叙尔（49°42'35"N, 2°10'16"E）面积8.98 平方千米，位于法国上法蘭西大區索姆省，该省份为法国北部沿海省份，北起加来海峡省和北部省，西接滨海塞纳省和大西洋英吉利海峡，南至瓦兹省，东临埃纳省。
与蒙叙尔接壤的市镇（或旧市镇、城区）包括：塞勒河畔克鲁瓦西、贝勒斯、孔蒂、罗日。

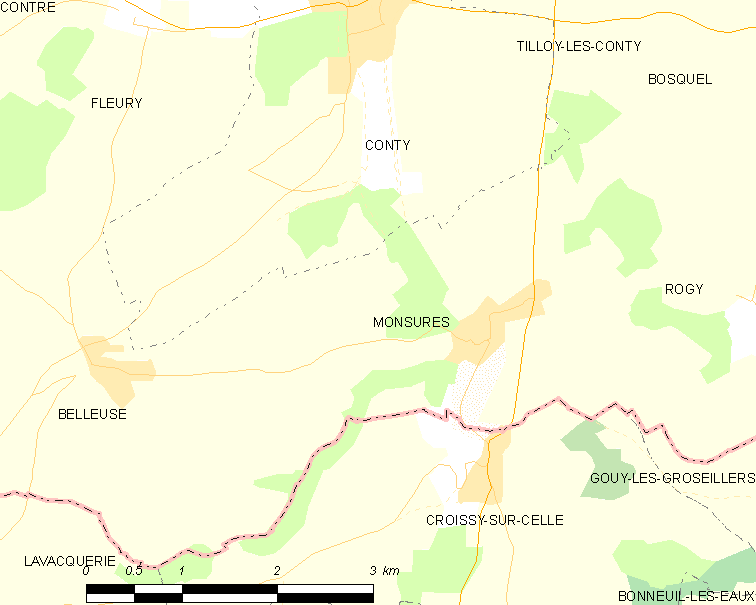
的OSM定位图

蒙叙尔的时区为UTC+01:00、UTC+02:00（夏令时）。

## 行政
蒙叙尔的邮政编码为80160，INSEE市镇编码为80558。

## 政治
蒙叙尔所属的省级选区为努瓦河畔阿伊县。

## 人口

1962-2008年间人口变化图示

蒙叙尔于2022年1月1日时的人口数量为217人。